# Syców
Syców (în germană Groß Wartenberg) este un oraș în Polonia, în voievodatul Silezia Inferioară. Are cca 11 mii locuitori. Pînă în 1945 a făcut parte din Germania, fiind singurul oraș din Silezia Inferioară cu o populație preponderent poloneză. Orașul a suferit mult de pe urma acțiunilor militare din 1945, în timpul cărora a fost distrus centrul vechi al orașului, precum și un renumit palat în stil Tudor din sec. XVIII.